# Isolobodon montanus
Isolobodon montanus es una especie de roedor de la familia Capromyidae.

## Distribución geográfica
Se encontraba en República Dominicana y Haití.